# Skrzyszów (województwo podkarpackie)
Skrzyszów – wieś w Polsce położona w województwie podkarpackim, w powiecie ropczycko-sędziszowskim, w gminie Ostrów. Leży na skraju Płaskowyżu Kolbuszowskiego, będącego częścią Kotliny Sandomierskiej.
W latach 1975–1998 miejscowość położona była w województwie rzeszowskim.

## Części wsi
| SIMC    | Nazwa                  | Rodzaj    |
| ------- | ---------------------- | --------- |
| 0658314 | Borek                  | część wsi |
| 0658320 | Budzyń                 | część wsi |
| 0658337 | Czekaj                 | część wsi |
| 0658343 | Folwark                | część wsi |
| 0658350 | Gajówka                | część wsi |
| 0658366 | Podlesie Skrzyszowskie | część wsi |
| 0658372 | Zamoście               | część wsi |

## Zabytki
Miejscowość słynie z renesansowego dworu Hieronima Mieleckiego (obecnie własność prywatna) z XVI wieku, w którym ongiś znajdował się m.in. zbór ariański.
Nieopodal dworu znajdują się pozostałości wczesnośredniowiecznego grodziska.

## Historia Skrzyszowa
W latach okupacji niemieckiej Skrzyszów stanowił bazę kontrowersyjnego oddziału Gwardii Ludowej - Armii Ludowej, oskarżanych przez okoliczną ludność o działalność bandycko-rabunkową.
19 lipca 1943 roku hitlerowcy w odwet za udzielanie przez mieszkańców wsi pomocy partyzantom dokonali pacyfikacji wsi. Rozstrzelano 8 jej mieszkańców..
W przededniu wejścia na te tereny Armii Czerwonej dowódcy wspomnianego oddziału GL\AL - Stanisław Jaskier oraz Władysław Wilczyński zostali wyrokiem polskiego państwa podziemnego zlikwidowani przez żołnierzy Armii Krajowej.
Ze Skrzyszowa pochodził przedwojenny działacz Komunistycznej Partii Polski i najprawdopodobniej jej agent w szeregach PSL "Piast", a później SL Piotr Chłędowski. Po "wyzwoleniu" Chłędowski objął z ramienia PPR urząd starosty dębickiego. Za czasów jego urzędowania dokonano ostatniej publicznej egzekucji w Polsce. Miało to miejsce w lipcu 1947 r., kiedy to w centrum Dębicy powieszono trzech młodych żołnierzy podziemia niepodległościowego. Wyrok wykonano publicznie na Rynku miasta, gdzie spędzono sporą rzeszę mieszkańców. Wiadomość o tym wydarzeniu szybko przedostała się na Zachód, a tamtejsza prasa wydrukowała wykonaną z ukrycia fotografię egzekucji. Autor zdjęcia przepłacił to wieloletnim więzieniem.
Po wojnie wieś została odznaczona Krzyżem Grunwaldu za wspieranie ruchu partyzanckiego podczas wojny. W 1962 roku w budynek szkoły podstawowej wmurowano tablicę upamiętniającą działaczy PPR oraz partyzantów GL i AL ze Skrzyszowa. W 1967 roku postawiono pomnik ku czci walczących z okupantem partyzantów GL oraz działaczy PPR..